# Joan Jacob Navàs
Joan Jacob Navàs (Reus, 1900 - 1960) va ser un metge català.
Els seus pares eren comerciants a Reus, i va fer el batxillerat a l'Institut d'aquella població. Va estudiar Medicina a les Universitats de Barcelona, Salamanca i València on es llicencia el 1929. Va obtenir aquell mateix any la plaça de metge a Olesa de Montserrat, on va anar a viure amb la seva esposa. Va exercir la medicina general durant 10 anys a Olesa, població en la que el 1931 va ser nomenat jutge municipal, plaça a la que va renunciar immediatament però la renúncia no li va ser acceptada fins al 1933. A inicis de la guerra civil, tot i la seva ideologia catòlica conservadora, va ser respectat pels grups revolucionaris, segurament per la seva tasca honesta mentre havia estat jutge. El 1938 va ser nomenat tinent metge del Cos de sanitat Militar. Depurat en la postguerra, va instal·lar-se a Reus el 1940, on va obrir un consultori mèdic amb el seu cunyat també metge, Lluís Gaya. Quan aquest va morir, s'instal·là a la Plaça de Prim, on es dedicà a la medicina general i sobretot a la pediatria, i va ser membre del cos facultatiu de l'Institut de Puericultura sota l direcció del doctor Frías. Va ser membre de la Societat Catalana de Pediatria, i participà activament a la revista Acta Clínica de Hemeroteca Médica. Va ser membre actiu de l'Acció Catòlica reusenca. El doctor Jacob va morir quan anava a visitar un malalt al seu domicili, on, després de pujar moltes escales, es va trobar malament i va ser allitat a casa del malalt. Havia sofert un infart.